# Liste des plus grandes entreprises russes
La liste ci-dessous répertorie les 20 plus grandes entreprises russes par chiffre d'affaires de 2015 selon le Forbes Global 2000. Les chiffres ont été publiés en 2017 et sont indiqués en milliards de dollars américains.

## Classement 2017
| Rang | Entreprise        | Chiffre d'affaires (en milliards de $) | Profit (en milliards de $) | Siège social      | Secteur            |
| ---- | ----------------- | -------------------------------------- | -------------------------- | ----------------- | ------------------ |
| 1    | Gazprom           | 158                                    | 24,1                       | Moscou            | Énergie            |
| 2    | Rosneft           | 129                                    | 9                          | Moscou            | Énergie            |
| 3    | Lukoil            | 121,4                                  | 4,7                        | Moscou            | Énergie            |
| 4    | Sberbank          | 58,1                                   | 7,6                        | Moscou            | Banque             |
| 5    | Sistema           | 28,6                                   | -4,1                       | Moscou            | Télécommunications |
| 6    | VTB Bank          | 28,4                                   | 0,1                        | Saint-Pétersbourg | Banque             |
| 7    | Surgutneftegas    | 26,6                                   | 8,8                        | Sourgout          | Énergie            |
| 8    | IDGC Holding      | 23,4                                   | -4,2                       | Moscou            | Électricité        |
| 9    | Transneft         | 22                                     | 4,1                        | Moscou            | Pétrole            |
| 10   | Magnit            | 19,8                                   | 1,2                        | Krasnodar         | Distribution       |
| 11   | Inter RAO         | 19,2                                   | 0,2                        | Moscou            | Électricité        |
| 12   | X5 Retail Group   | 16,3                                   | 0,3                        | Amsterdam         | Distribution       |
| 13   | Tatneft           | 12,3                                   | 2,4                        | Almetievsk        | Pétrole            |
| 14   | Norilsk Nickel    | 11,9                                   | 1,9                        | Moscou            | Excavation minière |
| 15   | Novolipetsk Steel | 10,3                                   | 0,9                        | Lipetsk           | Acier              |
| 16   | Severstal         | 10,1                                   | -1,6                       | Tcherepovets      | Acier              |
| 17   | Rusal             | 9,4                                    | 0,3                        | Moscou            | Aluminium          |
| 18   | Novatek           | 9,3                                    | 1                          | Tarko-Sale        | Énergie            |
| 19   | RusHydro          | 8,7                                    | 0,7                        | Krasnoïarsk       | Électricité        |
| 20   | Mechel            | 8,6                                    | -2,9                       | Moscou            | Acier              |